# مسجد وباوي
مسجد وباوي هو مسجد تاريخي من أقدم مسجد في جزر الملوك في اندونيسيا، يبلغ عمر المسجد سبعة قرون، تم بناء المسجد في عام 1414, لا يزال المسجد قائما، ويعد دليلا على تاريخ الإسلام في جزر الملوك في الماضي .

## التراث
يقع مسجد وباوي في منطقة تحتوي العديد من الآثار القديمة، فعلى بعد حوالي 150 متر من شمال المسجد وعلى حافة الطريق هناك آثار كنيسة قديمة برتغالية هولندية التي دمرت بسبب النزاع الذي اندلع في امبون في عام 1999، بالإضافة إلى ذلك يوجد على بعد 50 متر من الكنيسة إلى الشمال هناك حصن قوي قديم تسمه أمستردام الجديد، الحصون الهولندي كان مصنع برازيلي في البداية يقع على الشاطئ، ويشهد التاريخ للمقاومين عن أراضهم في حرب واوان (1634 - 1643) وحرب كاباها (1643 - 1646)، سمي المسجد في البداية مسجد واوان لأنه بني في واوان ومنحدراتها بواسطة برنادي جميلو أحد أحفاد السلطنة الإسلامية في مولوكو، وصول جميلو للبلاد في حوالي عام 1400، والذي كان هدفه نشر تعاليم الإسلام في واوان ياكني آسن وواوان واتيت وبيهالا ونوكوهالي، والتي سبق أن وصلها الدعاة من الدول العربية.
تعرض المسجد للخراب بسبب تدخل من هولندا التي وضعت قدمها على الأرض في 1580 بعد خروج البرتغاليين في 1512، وقبل اندلاع الحرب واوان في عام 1634، كانت هولندا نعكر الإسلام على سكان القرى الخمس التي تبنت تعاليم الإسلام في حياتها اليومية، وتم نقل مسجد واوان في عام 1614 على طريقة القرية على بعد 6 كيلومتر شرق قرية واوان، وكان المكان الذي نقل فيه المسجد تتساقط فيه أوراق الأشجار في جميع أنحاء المكان، وكانت تنمو حوله العديد من أشجار المانجو البرية أو مانجو آشي، وهذا هو سبب تسمية المسجد باسم وباوي ومعناه أن المسجد أنشأ تحت شجرة مانجو آشي .

## مخطوطات المسجد
هناك أشياء أرى ذات قيمة تاريخية في المسجد مثل تخزين المخطوطات القرآنية التي من المفترض أن تكون الأقدم في اندونيسيا، فأقدم مخطوط هو مصحف الإمام محمد اريكولابيسي والذي تم الانتهاء من كتابته بخط اليد في عام 1550 وبدون إضاءة (الجانب الزخرفي)، بينما المخطوطات الأخرى اكتمل الانتهاء من خطها عام 1590، كان الإمام محمد الإمام الأول لمسجد وباوي، تبعه حفيده في امامة المسجد، وقد عرضت نتائج مخطوطات هذين الرجلين في مهرجان الاستقلال في جاكرتا في عام 1991 وعام 1995، بالإضافة إلى القران الكريم، هناك قصيدة في مدح النبي محمد، وهي رسالة نصية كتبت في أول جمعة من شهر رمضان عام 1661، وهناك أيضا تقويم إسلامي خط في عام 1407، بالإضافة لمخطوطات الإسلامية أخرى يمتد عمرها مئات السنين.

## البناء والهندسة المعمارية
لا يزال المسجد يحنفظ بهندسته المعمارية الأصلية، لأنه بني على قطعة أرض من قبل السكان المحليين، تم بناء الجدران بسعف نخيل الهند المجفف، والسقف من أوراق القش، ولا يزال يعمل المسجد في صلاة الجمعة والصلوات الخمس، وإن كان هناك مسجد جديد في القرية، المبنى الرئيسي للمسجد مربع الشكل يبلغ طوله 10 متر وعرضه 10 متر، في حين أنه تم إضافة رواق للمسجد يبلغ قياسه 6.35 متر طولا وعرضا 4.75 متر، لا يملك المبنى الأصلي في وقت إنشائه أي شرفه، فالمسجد بسيط والبساطة جعلت لديه بعض التفرد النادر الذي لا يملكه أي مسجد آخر، فقد تم تصميم وتشييد المبنى الرئيسي دون استخدام مسامير أو أوتاد خشبية في مفاصل الخشب .

## التحديث
تم تجديد المسجد لأول مرة على يد مؤسسه جميلو في عام 1464 من دون تغيير الشكل الأصلي، وعلى الرغم من وجود هذا التحديث الا ان جوهر بناء المسجد لا يزال الأصلي، وخضع المبنى لعملية تجديد في عام 1895، وهذه المرة تم إضافة رواق في الجبهة أو الجزء الشرقي من المسجد، ثم خضع المسجد مرارا للتجديد بعد استقلال إندونيسيا، ففي عام 1959 بدأ سقف المسجد باستخدام الأسمنت والحصى، وفي ديسمبر عام 1990 ويناير كانون الثاني عام 1991 تم إضافة 12 عمود وعارض لدعم السقف، وفي عام 1993 تم القيام باضافة عوارض وأعمدة وأسوار وعوارض خشبية من خلال استبدال أربعة أعمدة بعمود رئيسي .
في عام 1997 تم استبدال سقف المسجد الذي كان يستخدم في الأصل من الزنك النقي، بسقف قوي يستبدل كل خمس سنوات، وعلى الرغم من أن المسجد تم تجديده عدة مرات، فان المسجد لا يزال حقيقيا كما كان أول ما بني، لأنه لم يغير من جوهره الأصلي على الإطلاق، وبالتالي يمكن القول أن هذا المسجد أقدم مسجد في اندونيسيا لا يزال محافظ على صحته حتى الآن، في مارس عام 2008 تم تجديد المسجد مرة أخرى، وهذا التجديد يتكون باستبدال هيكل السقف الذي بنيمن سعف نخيل الهند باستبداله بأخر جديد .